# International Floorball Federation
La International Floorball Federation (IFF) è la federazione sportiva internazionale, riconosciuta dal CIO che governa lo sport del floorball.